# TEXUS
Im deutschen Wissenschaftsprogramm TEXUS (Technologische Experimente unter Schwerelosigkeit, engl. Technological Experiments in Zero Gravity) führen Wissenschaftler mit Forschungsraketen biologische, materialwissenschaftliche und physikalische Experimente unter Weltraumbedingungen, nämlich fast völliger Abwesenheit von sowohl Schwerewirkung („Mikrogravitation“) als auch Luftdruck durch.

## Geschichte
Das Programm wird seit 1976 vom Bundesministerium für Bildung und Forschung (BMBF) über das Deutsche Zentrum für Luft- und Raumfahrt (DLR) gefördert. Heute ist es das weltweit erfolgreichste und am längsten bestehende Raketenprogramm für wissenschaftliche Versuche und Technologieerprobungen in Schwerelosigkeit. Eine wichtige Rolle spielt TEXUS auch bei der Vorbereitung von Experimenten, die für die Internationale Raumstation ISS bestimmt sind.
In jedem Jahr finden ein bis zwei Kampagnen statt. Seit 2005 werden hierfür brasilianische zweistufige Raketen vom Typ VSB-30 eingesetzt (vorher meist britische Höhenforschungsraketen vom Typ Skylark 7), die von Esrange bei Kiruna in Nordschweden starten. Sie erreichen in ballistischem Flug eine Gipfelhöhe von etwa 250 Kilometern. Dabei wird für sechs Minuten eine annähernde Schwerelosigkeit erreicht, die nur etwa ein Zehntausendstel der normalen Erdanziehung beträgt. Die Nutzlast der Raketen landet anschließend am Fallschirm und wird mit einem Hubschrauber geborgen.

## Nutzlasten
Die Experimente befinden sich während des Fluges in übereinanderliegenden, autonomen Modulen innerhalb der Rakete. Die Wissenschaftler steuern und überwachen vom Boden aus ihre Versuche durch „Telecommanding“ und Videoübertragung. Die Daten der Experimente werden während des Fluges per Telemetrie übertragen oder nach Bergung der wissenschaftlichen Nutzlasten ausgewertet.
Das TEXUS-Programm zeichnet sich aus durch:
- eine weitgehende Wiederverwendbarkeit der Nutzlasten
- relativ kurze Vorbereitungs- und Zugriffszeiten
- eine regelmäßige Möglichkeit, unter Schwerelosigkeit zu forschen
- geringere Sicherheitsanforderungen als bei astronautischen Missionen
- eine relativ kostengünstige Durchführung

Industrieller Hauptauftragnehmer für den Bau der TEXUS-Nutzlasten und die Missionen ist die Firma Airbus Defense and Space in Bremen. Unterauftragnehmer sind OHB System AG (München) und DLR MORABA (Oberpfaffenhofen). Das DLR stellt Wissenschaftlern von deutschen Forschungsinstitutionen TEXUS für ausgewählte Experimente zur Verfügung. Dazu gehören Themen aus dem Bereich der Gravitationsbiologie, Flüssigkeitsphysik und Strömungsforschung in Kapillarkanälen.

## Texus-Missionen
Für Missionen des Typs TEXUS dauert die Gesamtflugzeit etwa 15 Minuten. Mittels Radar wird der Pfad der Rakete ermittelt. Mit der Rakete und den mitfliegenden Experimenten können dabei Daten, Bilder, Videos und Steuerbefehle via Funk ausgetauscht werden.
Diese Liste ist unvollständig, jedoch sind fast alle seit dem 1993 erfolgten Starts aufgeführt.
| Mission  | Datum                       | Startplatz | Motor         | Apogäum         | Nutzlast | Modul              | Kommentare | Referenz Report |
| -------- | --------------------------- | ---------- | ------------- | --------------- | -------- | ------------------ | --- | --- |
| Texus 1  | Dezember 1977               | Esrange    | Skylark 7 (?) |                 |          |                    | | [ 3 ] |
| Texus 30 | 1. Mai 1993                 | Esrange    | Skylark 7     |                 | 376 kg   |                    | | Moraba (Mobile Raketenbasis) Startliste |
| Texus 31 | 26. Nov. 1993               | Esrange    | Skylark 7     |                 | 346 kg   |                    | | |
| Texus 32 | 5. Mai 1994                 | Esrange    | Skylark 7     |                 | 390 kg   |                    | | |
| Texus 33 | 13. November 1994           | Esrange    | Skylark 7     |                 | 331 kg   |                    | | |
| Texus 34 | 2. März 1996                | Esrange    | Skylark 7     | 232 km          | 392 kg   | 4/DLR              | | Esrange EUK112-9613 |
| Texus 35 | 24. November 1996           | Esrange    | Skylark 7     | 267 km          | 331 kg   | 4/(DLR+ESA)        | | Esrange EUK114-9704 |
| Texus 36 | 7. Februar 1998             | Esrange    | Skylark 7     | 238 km          |          |                    | | |
| Texus 37 | 27. März 2000               | Esrange    | Skylark 7     | 245 km          | 369 kg   |                    | | Esrange EUK130-E2 |
| Texus 38 | 2. April 2000               | Esrange    | Skylark 7     | 250 km          | 369 kg   |                    | Fallschirm defekt; wissenschaftliche Experimente erfolgreich | Esrange EUK130-E2 |
| Texus 39 | 8. Mai 2001                 | Esrange    | Skylark 7     | 248 km          | 362 kg   | 4/DLR              | | Esrange EUK148-E11 |
| Texus 40 | 7. April 2003               | Esrange    | Skylark 7     | 246 km          | 364 kg   | 4/DLR              | Schwerewahrnehmung von Pflanzen; Bewegung von Einzellern; Spreading Depression in Retina; Erstarren einer transparenten Substanz | Esrange EUK154-E19 |
| Texus 41 | 2. Dezember 2004            | Esrange    | Skylark 7     | 230 km          | 402 kg   | 4/DLR              | | Esrange EUK163-E21 |
| Texus 42 | 1. Dezember 2005            | Esrange    | VSB-30        | 263 km          | 372 kg   | 1/DLR, 1/ESA       | | |
| Texus 43 | 11. Mai 2006                | Esrange    | VSB-30        | 237 km          | 407 kg   | 3/ESA              | | Esrange EUK170-E19 |
| Texus 44 | 7. Februar 2008             | Esrange    | VSB-30        | 264 km >6 m     | 373 kg   | 3/ESA +2           | Membranmoleküle; Metallschmelze; Nicht-Gleichgewichtserstarrung (NEQUISOL); Kupferlegierungsschmelze unterkühlen (COOLCOP); Follikularzellen | Esrange EUK173-E42 |
| Texus 45 | 21. Februar 2008            | Esrange    | VSB-30        | 264 km          | 357 kg   | 2/DLR, 1/ESA       | Schweresteine im Innenohr + Anpassung von Fischen; Sprayaufprall auf heiße Oberfläche; Zweiphasenströmung in Kapillarkanälen | Esrange EUK174-E17 |
| Texus 46 | 22. November 2009           | Esrange    | VSB-30        | 252,3 km 6:28 m | 392,9 kg | 2 (1 Japan, 1 ESA) | Die Nutzlast bestand aus dem 1,2 m langen, 103 kg schweren, zylindrischen Japanese Combustion Module (JCM) zur Verbrennung von Stickoxiden unter Mikrogravitation und einem 1,8 m langen und 177,3 kg schweren electromagnetic levitator (EML), der ESA zur Untersuchung des Schmelzverhaltens von Legierungen: 1. Stahl, 2. Palladium-Silizium. | |
| Texus 47 | 29. November 2009           | Esrange    | VSB-30        | 263,6 km        | 373,5 kg | 4                  | Eine der 2 Missionen aus 2009 landete abweichend in Norwegen. | |
| Texus 48 | 29. März 2011               | Esrange    | VSB-30        |                 |          |                    | | |
| Texus 49 | 27. November 2011           | Esrange    | VSB-30        | 263 km ca. 6 m  |          | 1/DLR, 2/ESA       | Untersucht wurden in ca. 6 Minuten Schwerelosigkeit Technologien für eine verbesserte Treibstoffversorgung in Raketenoberstufen und das Orientierungsvermögen von Fischlarven | |
| Texus 50 | 12. April 2013              | Esrange    | VSB-30        | 261 km          |          | 4/DLR              | Vier deutsche Experimente aus Biologie und Materialforschung | |
| Texus 51 | 23. April 2015              | Esrange    | VSB-30        | 259 km          |          | 4/DLR              | Vier deutsche Experimente zu Qualität und Wirkungsgrad von Solarzellen, einem Frequenzkamm-Laser, Störungen des menschlichen Immunsystems und Erstarrung metallischer Legierungen | |
| Texus 52 | 27. April 2015              | Esrange    | VSB-30        | 260 km          |          | 4/DLR              | | |
| Texus 53 | 23. Januar 2016             | Esrange    | VSB-30        | km              |          |                    | | Moraba Startliste |
| Texus 54 | 3. Mai 2018                 | Esrange    | VSB-30        | km              |          |                    | | Moraba Startliste |
| Texus 55 | 31. Mai 2018                | Esrange    | VSB-30        | km              |          |                    | | Moraba Startliste |
| Texus 56 | 15. November 2019           | Esrange    | VSB-30        | km              |          |                    | | Moraba Startliste |
| Texus 57 | 1. Oktober 2022 08.26 UTC+2 | Esrange    | VSB-30        | km              |          |                    | Silikonöl unter elektrischer Hochspannung (5 kV) (TEKUS) | Der Start wurde verzögert durch COVID-19-Pandemie, einen Brand im August 2021, der die Starteinrichtung in Esrange beschädigte, und – als die Rakete startbereit stand – den Russischen Überfall auf die Ukraine 2022. |
| Texus 58 | 24. April 2023, 07.20 UTC+2 | Esrange    | VSB-30        | 250 km          |          |                    | Zweite Raketenstufe mit Nutzlast landete per Fallschirm abweichend in Norwegen. | |
| Texus 59 | 15. Februar 2024, 14:42 UTC | Esrange    | VSB-30        | 264,5 km        |          | 1/DLR, 2/ESA       | Das SaFari Experiment untersuchte die Kristallisation von flüssigem Silikon in der Schwerelosigkeit, um die Leistung von Solarzellen zu verbessern. TOPOFLAME beobachtete die Ausbreitung von Feuer in der Schwerelosigkeit um die Sicherheit der bemannten Raumfahrt zu erhöhen. T-REX untersuchte wie sich menschliche Zellen in der Schwerelosigkeit verhalten. | |
| Texus 60 | 24. März 2024, 09:45 UTC    | Esrange    | VSB-30        | 251,7 km        | 400 kg   | 3                  | ACCESS e. V. in Aachen startete das Experiment SIMONA (Space Investigation of MONotectic Alloys) eine Untersuchung von Legierungen, die Datenmodelle für das Verhalten von Metallen beim Schmelzen verbessern soll. Die Universität Frankfurt führte GECO (Gravity Elicited Calcium Oscillations) durch, ein Versuch, bei mit einem Mikroskop lebende Zellen in der Schwerelosigkeit beobachtet wurden und 3D-Bilder von Änderungen in der Kalziumkonzentration aufgenommen wurde. Die Nihon-Universität in Tokio und die Universität Bremen untersuchten mit PHOENIX II Verbrennungsprozesse in der Schwerelosigkeit und wie sich Treibstofftropfen spontan entzünden. Dies soll bei der Erforschung von effizienteren Motoren. | Esrange Pressemitteilung vom 25. März 2024 |

## MiniTexus-Missionen
| Mission     | Datum             | Startplatz | Motor      | Apogäum | Nutzlast | Modul | Kommentare  | Referenz Report   |
| ----------- | ----------------- | ---------- | ---------- | ------- | -------- | ----- | ----------- | ----------------- |
| MiniTexus 1 | 29. November 1993 | Esrange    | Nike Orion |         |          |       |             |                   |
| MiniTexus 2 | 3. Mai 1994       | Esrange    | Nike Orion |         |          |       |             |                   |
| MiniTexus 3 | 2. Mai 1995       | Esrange    | Nike Orion | 125 km  | 200 kg   | 1/DLR | Erfolgreich | Esrange EUK109-66 |
| MiniTexus 4 | 29. April 1995    | Esrange    | Nike Orion | 148 km  | 162 kg   | 2/DLR | Erfolgreich | Esrange EUK109-66 |
| MiniTexus 5 | 11. Februar 1998  | Esrange    | Nike Orion |         |          |       |             |                   |
| MiniTexus 6 | 3. Dezember 1998  | Esrange    | Nike Orion |         |          |       |             |                   |